# Даріус Трійоніс
Даріус Трійоніс (лит. Darius Trijonis; нар. 21 квітня 1973, Тельшяй) — литовський католицький єпископ, у 2017—2024 роках єпископ-помічник Вільнюської архідієцезії, з 6 червня до 8 грудня 2024 року єпископ-коад'ютор Шяуляйської дієцезії, з 8 грудня 2024 року — єпископ Шяуляйський.

## Життєпис
Висвячений на священника 18 травня 1997 року. Працював викладачем, віце-ректором і префектом Тельшяйської духовної семінарії, підсекретарем Литовської Конференції єпископів та адміністратором катедрального храму.
29 вересня 2017 року Папа Франциск іменував отця Даріуса Трійоніса єпископом-помічником Вільнюської архідієцезії і титулярним єпископом Фіссіани. Єпископську хіротонію йому уділив 16 грудня 2017 року вільнюський архієпископ Ґінтарас Ґрушас.
6 червня 2024 року Папа Франциск переніс його на уряд єпископа-коад'ютора Шяуляйської дієцезії, а 8 грудня цього ж року після виходу на емеритуру дотеперішнього ординарія цієї дієцезії Еуґеніюса Бартуліса, владика Даріус перебрав керівництво дієцезією.